# D11 (Tsjechië)
De Dálnice 11 is een Tsjechische snelweg waarvan een deel van het traject nog in aanbouw is. Als de weg voltooid is zal deze gaan lopen vanaf Praag (vanaf het knooppunt Horní Počernice) via Hradec Králové naar de Poolse grens.
Voorlopig is echter alleen het gedeelte tussen Praag en Jaroměř voor het verkeer opengesteld, waarvan de helft (Poděbrady - Hradec Králové) in december 2006. Sinds augustus 2017 is de omlegging bij Hradec Králové volledig geopend, in 2018 werd gestart met de bouw van de trajecten Hradec Králové - Smiřice (15,5km) en Smiřice - Jaroměř (7,2km). Sinds december 2021 is de gedeelte tussen Hradec Králové en Jaroměř volledig geopend.
De laatste twee trajecten van de D11 op Tsjechisch grondgebied zijn Jaroměř - Trutnov (19,6km) en Trutnov - grens met Polen (21,3km). Verwachte start van de bouw van deze delen is resp. 2022 en 2020, openstelling wordt verwacht in resp. 2024 en 2022. Aan de Poolse grens sluit het toekomstige wegdeel aan op het toekomstige wegdeel van de S3 in Polen. 
Als de gehele D11 gereed is dan zal deze een belangrijke rol in het internationale verkeer tussen Zuid-Duitsland, Zwitserland en Oostenrijk enerzijds en Zuid-Polen en Silezië anderzijds vormen.
D 0 ·
D 1 ·
D 2 ·
D 3 ·
D 4 ·
D 5 ·
D 6 ·
D 7 ·
D 8 ·
D 10 ·
D 11 ·
D 35 ·
D 43 ·
D 46 ·
D 48 ·
D 49 ·
D 52 ·
D 55 ·
D 56